# Östliche Felsenmaus
Die Östliche Felsenmaus oder Orient-Felsenmaus (Apodemus mystacinus) ist ein in Südeuropa und Vorderasien verbreitetes Nagetier in der Gattung der Waldmäuse. Die Art wird laut Mammal Species of the World mit anderen Waldmäusen, die ein ähnliches Verbreitungsgebiet besitzen, in die sylvaemus-Gruppe eingeordnet. Die Art ist eng mit der Westlichen Felsenmaus verwandt und zählt mit dieser zu einer Entwicklungslinie, die meist als Karstomys bezeichnet wird.

## Merkmale
Dieses Nagetier erreicht mit einer Kopf-Rumpf-Länge von 98 bis 132 mm, einer Schwanzlänge von 98 bis 145 mm und einem Gewicht von 25 bis 57 g die gleiche Größe wie andere Gattungsvertreter. Sie hat 24 bis 28 mm lange Hinterfüße und 17 bis 22 mm lange Ohren. Die Oberseite ist mit grauem Fell bedeckt, das braune oder gelbbraune Tönungen aufweisen kann und auf der Unterseite kommt sehr helles graues oder weißes Fell vor. Weitere Kennzeichen sind graue Ohren, weiße Füße und ein Schwanz, dessen Oberseite dunkler ist. Der diploide Chromosomensatz enthält 48 Chromosomen (2n=48).

## Verbreitung
Die Östliche Felsenmaus ist hauptsächlich in der Türkei und in der Levante entlang des Mittelmeers verbreitet. Sie erreicht im Westen Kreta und griechische Inseln der südöstlichen Ägäis, im Süden Israel und Jordanien, im Südosten das nördliche Irak sowie im Nordosten Georgien. Die Art lebt im Flachland und in Gebirgen bis 2700 Meter Höhe. Wie der deutsche Name andeutet, bewohnt sie felsige Landschaften mit vereinzelten Büschen und Gräsern.

## Lebensweise
Die Exemplare halten sich meist in einem kleinen Revier von 8 bis 15 Meter Durchmesser auf. In der Paarungszeit reagieren Männchen aggressiv auf gleichgeschlechtliche Artgenossen. Das soziale Verhalten zwischen Weibchen ist begrenzt. Die Östliche Felsenmaus geht nachts auf Nahrungssuche und ruht am Tage in selbstgegrabenen Erdlöchern oder in Steinhaufen und in ausgehöhlten umgefallenen Bäumen. Sie frisst Pflanzensamen, Eicheln, weiche Teile von Kiefern, Kräuter und Hülsenfrüchte des Johannisbrotbaums sowie Schnecken, Insekten, Eier und Küken.
In warmen Regionen können sich Weibchen zu allen Jahreszeiten paaren. Pro Jahr kommen drei oder vier Würfe vor. Die Trächtigkeitsdauer beträgt 23 bis 26 Tage, wonach bis zu fünf Nachkommen geboren werden.

## Gefährdung
Die IUCN listet die Östliche Felsenmaus als nicht gefährdet (least concern), da keine Bedrohungen vorliegen und die Gesamtpopulation als stabil gilt.